# 1604
Реформація •  Епоха великих географічних відкриттів •  Ганза •  Нідерландська революція •  Річ Посполита •  Запорозька Січ

## Геополітична ситуація
Османську імперію очолює Ахмед I (до 1617). Під владою османського султана перебувають Близький Схід та Єгипет, Середземноморське узбережжя Північної Африки, частина Закавказзя, значні території в Європі: Греція, Болгарія і Сербія. Васалами османів є Волощина, Молдова й Трансильванія й Кримське ханство.
Священна Римська імперія — наймогутніша держава Європи. Її територія охоплює, крім німецьких земель, Угорщину з Хорватією, Богемію, Північну Італію. Її імператором є Рудольф II з родини Габсбургів (до 1612).
Габсбург Філіп III Благочестивий є королем Іспанії (до 1621) та Португалії. Йому належать Іспанські Нідерланди, південь Італії, Нова Іспанія та Нова Кастилія в Америці, Філіппіни. Португалія, попри правління іспанського короля, залишається незалежною. Вона має володіння в Бразилії, в Африці, в Індії, на Цейлоні, в Індійському океані й Індонезії.
Північ Нідерландів займає Республіка Об'єднаних провінцій. Король Франції — Генріх Наваррський. Королем Англії є Яків I Стюарт (до 1625). Король Данії та Норвегії — Кристіан IV Данський (до 1648), Швеції — Карл IX Ваза (до 1611). На Апеннінському півострові незалежні Венеційська республіка та Папська область.
Королем Речі Посполитої, якій належать українські землі, є Сигізмунд III Ваза (до 1632). На півдні України існує Запорозька Січ.
У Московії править Борис Годунов (до 1605). Існують Кримське ханство, Ногайська орда.
Шахом Ірану є сефевід Аббас I Великий (до 1629).
Значними державами Індостану є Імперія Великих Моголів, Біджапурський султанат, султанат Голконда, Віджаянагара. У Китаї править династія Мін. У Японії почався період Едо.

## Події

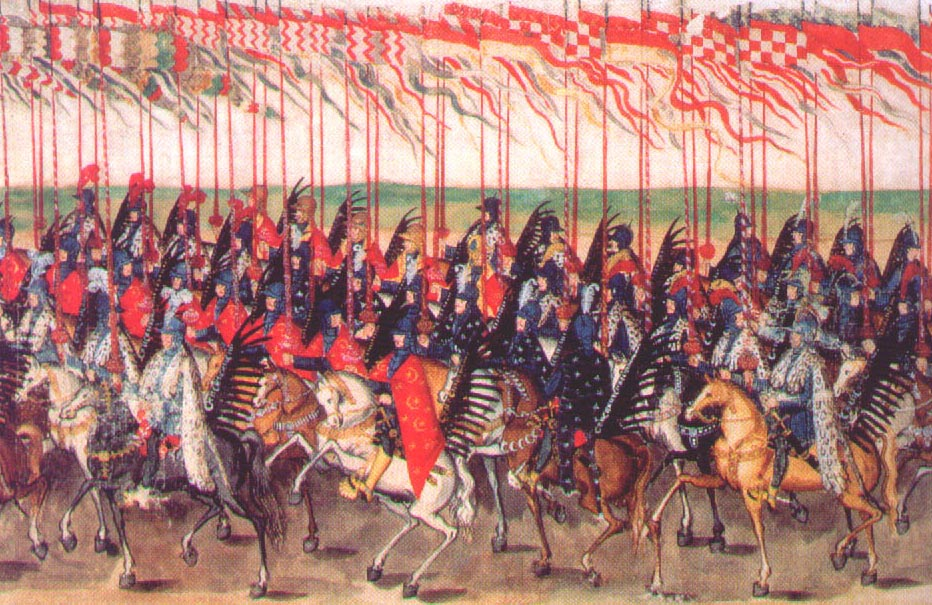
Польські крилаті гусари.

- Ян-Кароль Ходкевич взяв Тарту у шведів.
- 17 травня підписано «Вічний мир» Речі Посполитої та Московського царства.
- 25 серпня Московський цар Лжедмитрій I з військом із польсько-литовських і козацьких сил почав похід на Москву.
- У Сибіру засновано місто Томськ.
- У Трансильванії спалахнуло повстання, яке очолив Бочкай Іштван.
- Підписанням у Лондоні мирної угоди завершилася війна між Англією та Іспанією.
- Після трирічної облоги Амброзіо Спінола, генуезький полководець на службі в Іспанії, захопив у нідерландців Остенде.
- Шведський риксдаг проголосив Карла IX Вазу королем.
- В Англії побудовано кінну залізницю для транспортування вугілля.
- Триває Турецько-перська війна (1603—1618). Перський шах Аббас I Великий захопив Єреван.
- Імператором Ефіопії знову став Якоб.
- Початок французької колонізації Північної Америки, заснування поселення Пор-Руаяль;

## Наука та культура
- Спостерігався спалах наднової Кеплера.
- Відбулася перша постановка п'єси Шекспіра «Отелло».

## Народились
- 12 серпня — Токуґава Ієміцу, третій сьоґун сьоґунату Едо.